# Petrophassa
Petrophassa là một chi chim trong họ Columbidae.